# Acentria ephemerella
Acentria ephemerella — вид лускокрилих комах родини вогнівок-трав'янок (Crambidae).

## Поширення
Вид поширений в Європі. Присутній у фауні України. Завезений до Канади та США.

## Опис

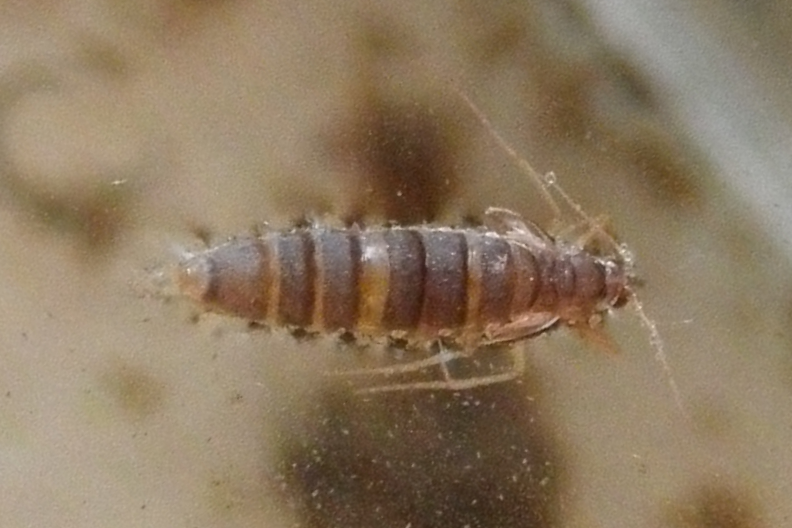
Безкрила самиця

Маленький метелик з розмахом крил 11-13 мм. Передні крила гострої форми. Довжина переднього крила близько 6 мм. Забарвлення монотонне світло-сіре або з плямою білого кольору в центрі. Задні крила білі. Самиці бувають двох форм: більшість самиць з розвиненими крилами, більші за самців. Друга форма — безкрилі самиці: у них є лише невеликі зачатки крил. Дана форма самок мешкає під водою і трапляється переважно на півночі ареалу. На ногах у них є розвинені плавальні щетинки.
Щелепні щупики добре розвинені; вкриті густими, довгими лусочками, останній сегмент трикутний. Очі великі і кулясті, розташовуються з боків голови, темно-коричневого кольору. Вусики у самців війчасті, а у самиць ниткоподібні. Хоботок зародковий. Губні щупики довгі, витягнуті вперед на зразок дзьоба.

## Спосіб життя
Метелики трапляються на берегах водойм різних типів: озер, ставків та річок, зарослих водною рослинністю. Метелики літають з червня по серпень. Дорослі метелики не харчуються (афагія), живуть за рахунок поживних речовин, накопичених на стадії гусениці. Метелики літають вдень і в сутінках на берегах водойм і спаровуються. Безкрилі форми самиць спаровуються виставляючи своє черевце з води. Після спарювання крилаті форми самиць відкладають яйця на листя водних рослин, а безкрилі форми відкладають яйця під водою. Стадія яйця триває близько тижня. Спершу живуть відкрито на кормових рослинах, згодом влаштовують собі невеликий чохлик з відгризеного шматочка кормового рослини. Новонароджені гусениці безбарвні, майже прозорі. Через кілька днів гусениця стає зеленою, згодом набуває оливково-зеленого забарвлення зі світло-коричневою головою. Стадія гусениці триває з липня до початку червня наступного року. Тип дихання гусениці залежить від стадії її розвитку. У молодшому віці вони дихають розчиненим у воді киснем. У цьому віці їхні дихальця сильно скорочені, а самі личинки живуть у воді. На цих стадіях розвитку процес засвоєння кисню відбувається через поверхню шкіри. Гусениці старших вікових груп здатні дихати як розчиненим у воді киснем, засвоюючи його всією поверхнею тіла, так і атмосферним повітрям — за допомогою трахей, які з'являються у них на пізніх стадіях розвитку.
Перелинявши кілька разів, гусениця йде на зимівлю на дно водойми. Заляльковується личинка в підводному коконі, який прикріплюється до стебел або нижньої поверхні листя водних рослин. Кокон наповнений повітрям, який проникає в нього з стебел рослин через отвір. Лялечка світло-бура, довжиною до 10 мм, черевце закінчується широкою закругленою пластинкою.
Кормовими рослинами личинок є елодея (Elodea), рдесник (Potamogeton), кушир (Ceratophyllum), хара (Chara), водяний горіх (Trapa), стрілиця (Sagittaria). Личинки вигризають своїми щелепами м'які тканини листя і вигризають зсередини стебла кормових рослин.